# Wojciech Zieliński (kompozytor)
Wojciech Zieliński (ur. 15 lutego 1955 w Józefowie) – polski muzyk, kompozytor, aranżer, dyrygent, instrumentalista grający na instrumentach klawiszowych. Członek Stowarzyszenia Autorów ZAiKS od 1979. Od 1980 Członek Związku Autorów i Kompozytorów Utworów Rozrywkowych ZAKR.

## Życiorys
Absolwent Akademii Muzycznej w Warszawie, w klasie kompozycji doc. Zbigniewa Rudzińskiego (1989). Od 1975 współpracuje z Polskim Radiem i Telewizją. W latach 1976–1977 współpracował z warszawskim Teatrem Komedia jako dyrygent, a w latach 1978–1979 z Teatrem na Targówku w Warszawie jako aranżer, kompozytor i dyrygent. W 1998 rozpoczął pracę pedagogiczną, prowadząc zajęcia z aranżacji w Policealnym Studium Jazzu w Warszawie, a od 2003 prowadzi zajęcia w zakresie jazzowego kształcenia słuchu w Uniwersytecie Muzycznym Fryderyka Chopina w Warszawie. Uczestnik Przeglądów Piosenki Aktorskiej we Wrocławiu, jako kompozytor i aranżer w latach 1993–2007. Od 1998 prowadzi zajęcia z aranżacji w Zespole Szkół Muzycznych (Studium Jazzowe) w Warszawie. W latach 1999–2006 był aranżerem piosenek w konkursie „Pamiętajmy o Osieckiej”. Aranżer piosenek „Wielkiego Śpiewnika Agnieszki Osieckiej”. W 1998 nagrał płytę autorską "The Heart of Spider" o stylistyce jazzowej.
Zieliński komponuje muzykę instrumentalną jazzową i rozrywkową, muzykę poważną, filmową i teatralną. Jest aranżerem około 1600 opublikowanych utworów. Wykonywali je m.in. Felicjan Andrzejczak, Hanna Banaszak, Ewa Błaszczyk, Ewa Bem, Ewa Dałkowska, Andrzej Dąbrowski, Halina Frąckowiak, Edyta Geppert, Krystyna Janda, Robert Janowski, Anna Maria Jopek, Wojciech Karolak, Jan Kobuszewski, Marian Kociniak, Małgorzata Kożuchowska, Ewa Kuklińska, Natalia Kukulska, Grzegorz Markowski, Alicja Majewska, Dorota Miśkiewicz, Henryk Miśkiewicz, Włodzimierz Nahorny, Marian Opania, Jerzy Połomski, Danuta Rinn, Maryla Rodowicz, Ryszard Rynkowski, Irena Santor, Tomasz Stańko, Katarzyna Skrzynecka, Hanna Śleszyńska, Krystyna Tkacz, Zbigniew Wodecki, Zbigniew Zamachowski, Andrzej Zaorski, Wiktor Zborowski, Artur Żmijewski oraz Alibabki, Exit, Orkiestra Polskiego Radia, Perfekt, VOX.
Jako dyrygent, aranżer, instrumentalista pracował m.in. przy filmach i serialach:
- Deszczowy żołnierz (1996)
- Ekstradycja 2
- Boża podszewka (1995–1996)
- Boża podszewka II (2003–2004)

Kierownik muzyczny i dyrygent m.in.:
- musicalu „Chicago”, w Teatrze Komedia w Warszawie (2002)
- musicalu „Opera za trzy grosze” Bertolta Brechta i Kurta Weilla, w Teatrze Syrena w Warszawie (2004)
- musicalu „Kram z piosenkami” Leona Schillera, w Teatrze Syrena w Warszawie (2008)
- koncertu „Perfect symfonicznie” (2009)

Producent muzyczny m.in. płyt:
- Maryla Rodowicz "Marysia Biesiadna" (1994)
- Maryla Rodowicz "Złota Maryla" (1995)
- Danuta Rinn "Jeszcze jestem" (1998)
- Wojciech Zieliński "The Heart of Spider" (1999)
- Warsaw Paris Jazz Quintet, Perfect Girls 'n' Friends Orchestra "Chopin Symphony Jazz Project" (2010)

## Kompozycje własne
- płyta The Heart Of Spider (1998)
- muzyka do spektakli Teatru Telewizji:
  - Casanova w reżyserii Macieja Wojtyszki,
  - Ściana Artura czyli co zrobimy z Henriettą w reżyserii Laco Adamika,
  - Mojżesz i Katarzyna w reżyserii Adka Drabińskiego
- muzyka do filmów telewizyjnych:
  - Bliskie spotkania z historią w reżyserii Laco Adamika,
  - Szansa na życie (cykl filmowy autorstwa różnych reżyserów),
  - Bieszczadzki Park Narodowy w reżyserii Jacka Sołtysiaka

## Nagrody i wyróżnienia
- II nagroda w Ogólnopolskim Konkursie Aranżerów (1978).
- wyróżnienie w koncercie „Premier” XIX Krajowego Festiwalu Piosenki Polskiej w Opolu za piosenkę „Ja dla pana czasu nie mam” – aranżer i dyrygent (1981).
- III nagroda w konkursie Polskiego Radia za utwór elektroniczny "Córka Beduina" (1983).
- II nagroda w Konkursie Kompozytorskim Koła Młodych ZKP, im. Tadeusza Bairda za utwór „Il tremolar della marina” na orkiestrę smyczkową (1990).
- I nagroda w Konkursie Kompozytorskim ZAiKS, ZKP i Koła Młodych ZKP, z okazji 120 rocznicy urodzin Karola Szymanowskiego, za utwór „Światła Ziemi” (2003)[3].